# 戈特洛布鄉 (蒂米什縣)
45°56′N 20°43′E / 45.933°N 20.717°E
戈特洛布鄉（羅馬尼亞語：Comuna Gottlob, Timiș），是羅馬尼亞的鄉份，位於該國西部，由蒂米什縣負責管轄，面積40平方公里，海拔高度87米，2002年人口2,262，人口密度每平方公里57人。